# 熊野城
熊野城（くまのじょう）は、島根県松江市八雲町にあった日本の城。

## 概要
熊野城は、熊野氏によって築かれた山城。尼子氏時代には、月山富田城防衛の要として重要視され、尼子十旗の一つに数えられた。

## 構造
熊野城は、独立性の高い要害山に主郭を置き、山麓に延びる三方の尾根上に郭が連続する。特に東の緩斜面上には細長い郭が雛壇状に連なり、東麓の土居成と呼ばれる屋敷地に続く。
熊野城には天正年間に天野隆重が入ったと伝わるが、城跡は土塁を用いない尼子氏流築城術の特徴を良く残している。

## 沿革
- 15世紀、熊野久忠 (くまのひさただ)により築城された。
- 永禄6年（1563年）9月、毛利元就に攻められたが、熊野氏は良く守りこれを退けた（熊野鉄砲揃の戦い）。
- 永禄9年（1566年）11月、富田城が開城したため、熊野城も開城した。
- 永禄12年（1569年）、尼子勝久の挙兵に応じた熊野久忠が奪還し、尼子方の拠点となった。
- 元亀元年（1570年）、布部山の戦いで尼子方が大敗を喫すると、諸城と共に熊野城も開城した。
- 天正年間（1573年～1593年）、富田城から天野隆重が移り、居を構えた。